# Titanio nawaralis
Titanio nawaralis là một loài bướm đêm trong họ Crambidae.